# Фиока
Фиока (од мађ. fiók) или ладица је кутија на извлачење у столу или ормару са отвором на врху како би се доспело до садржаја који се у њој налази. Фиоке се праве у облику правоугаоника како би се најлакше уклопиле и ставиле у сто или неки други део намештаја.
Најчешће се праве од материјала од којег је изграђен намештај у којем се налазе. Фиоке морају да имају врсту ручке помоћу које би могле да се отворе. Уколико је потребно додатно заштити садржај, користе се фиоке са бравама и системима за закључавање.
Постоје различити механизми за отварање фиоке. Могуће је направити додатна удубљења у намештају како би фиока могла да се угура, док постоје и сложенији али сигурнији механизми са прикуцавањем лајсни са стране отвора предвиђеног за фиоку и стављањем покретних клизача или точкића на саму фиоку.